# Viara
Viara (विहार, vihāra) é o termo sânscrito e páli designar um mosteiro budista. Originalmente significava "lugar isolado para andar" e referia-se a habitações ou refúgios usados por monges durante a estação chuvosa.